# Fargodome
Der Fargodome (voller Name: Gate City Bank Field at the Fargodome) ist eine Mehrzweckhalle in der US-amerikanischen Stadt Fargo im Bundesstaat North Dakota. Die College-Football-Mannschaft der North Dakota State University, die NDSU Bison (Missouri Valley Football Conference), nutzt die Anlage für ihre Heimspiele.

## Geschichte

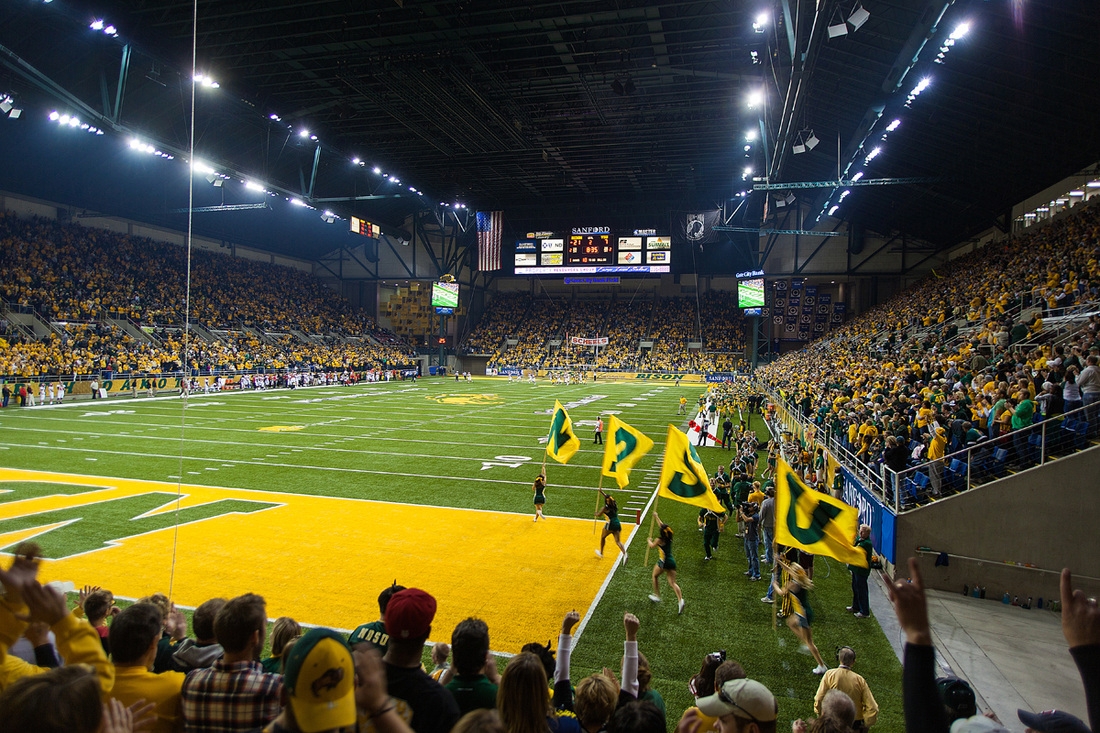
Der Fargodome bei einem Spiel im Dezember 2014

Mit dem Bau auf dem Campus der Universität wurde am 26. April 1990 begonnen. Der Fargodome wurde am 12. Dezember 1992 eröffnet. Er bietet maximal Platz für 25.000 Zuschauer. Zu College-Football-Spielen stehen 19.000 Plätze und bei Basketball-Partien 10.000 Plätze zur Verfügung. Die Arena wird hauptsächlich für Sportveranstaltungen genutzt. Des Weiteren finden Konzerte, Musicals, Ausstellungen und Familienshows wie Disney on Ice, der Ringling Bros. and Barnum & Bailey Circus, die Harlem Globetrotters, Cirque du Soleil, USHRA Monster Jam, WWE- und WCW-Wrestlingveranstaltungen statt. Seit 1993 wird der Dakota Bowl, die Football-Endspiele der North Dakota High School Activities Association (NDHSAA) im Fargodome ausgetragen. Mit der Eröffnung des Alerus Center in Grand Forks finden seit 2002 die Partien abwechselnd in den beiden Stadien statt.
Im Frühjahr 2009 führte der Red River of the North Hochwasser. Der Pegel stand in Fargo bei 40,32 Fuß (rund 12,29 Meter), so hoch wie seit 112 Jahren nicht mehr. Im Fargodome wurden von Anwohnern und Freiwilligen Sandsäcke zum Hochwasserschutz gefüllt.

## Galerie

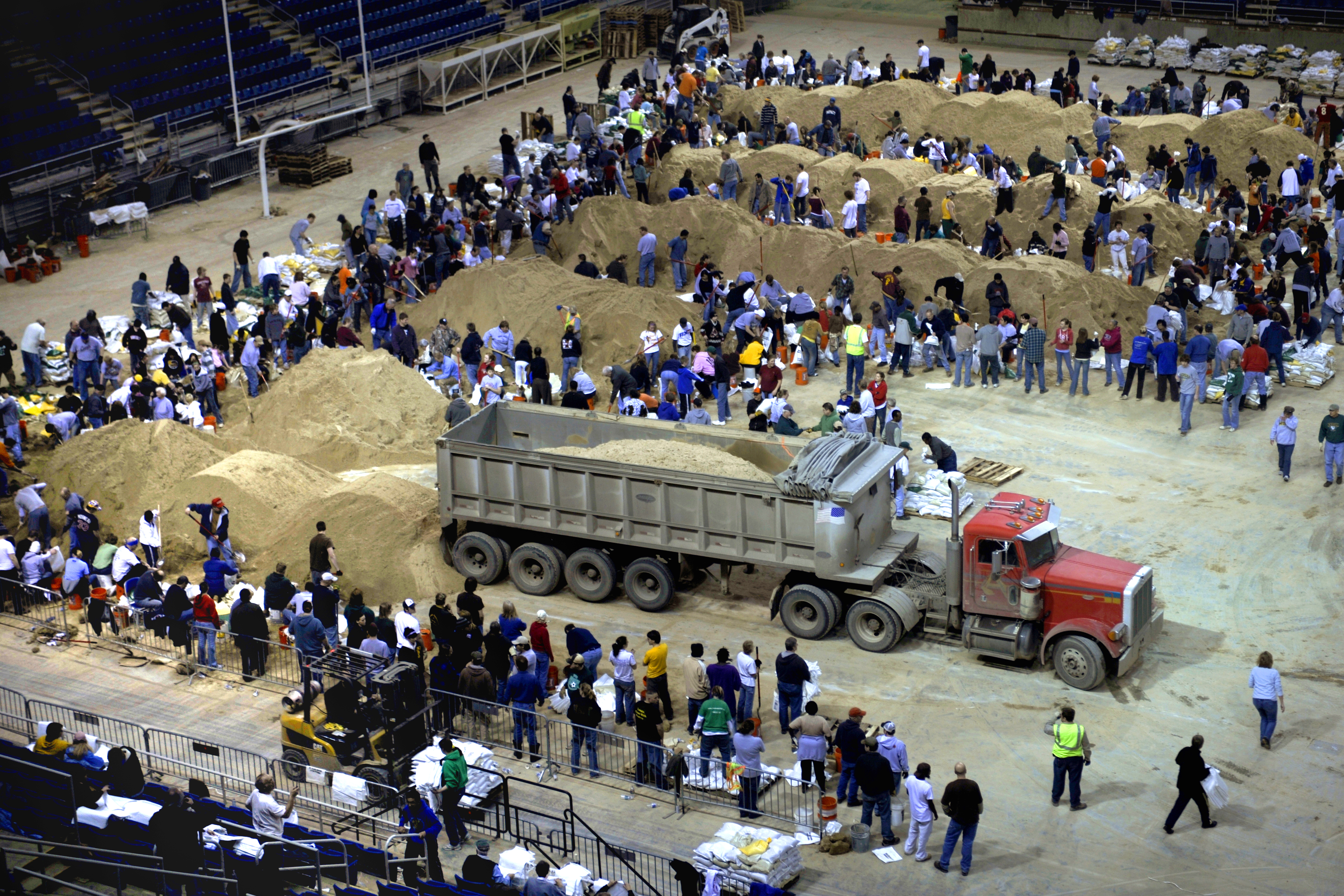
Der Sand für die Sandsäcke wird angefahren.
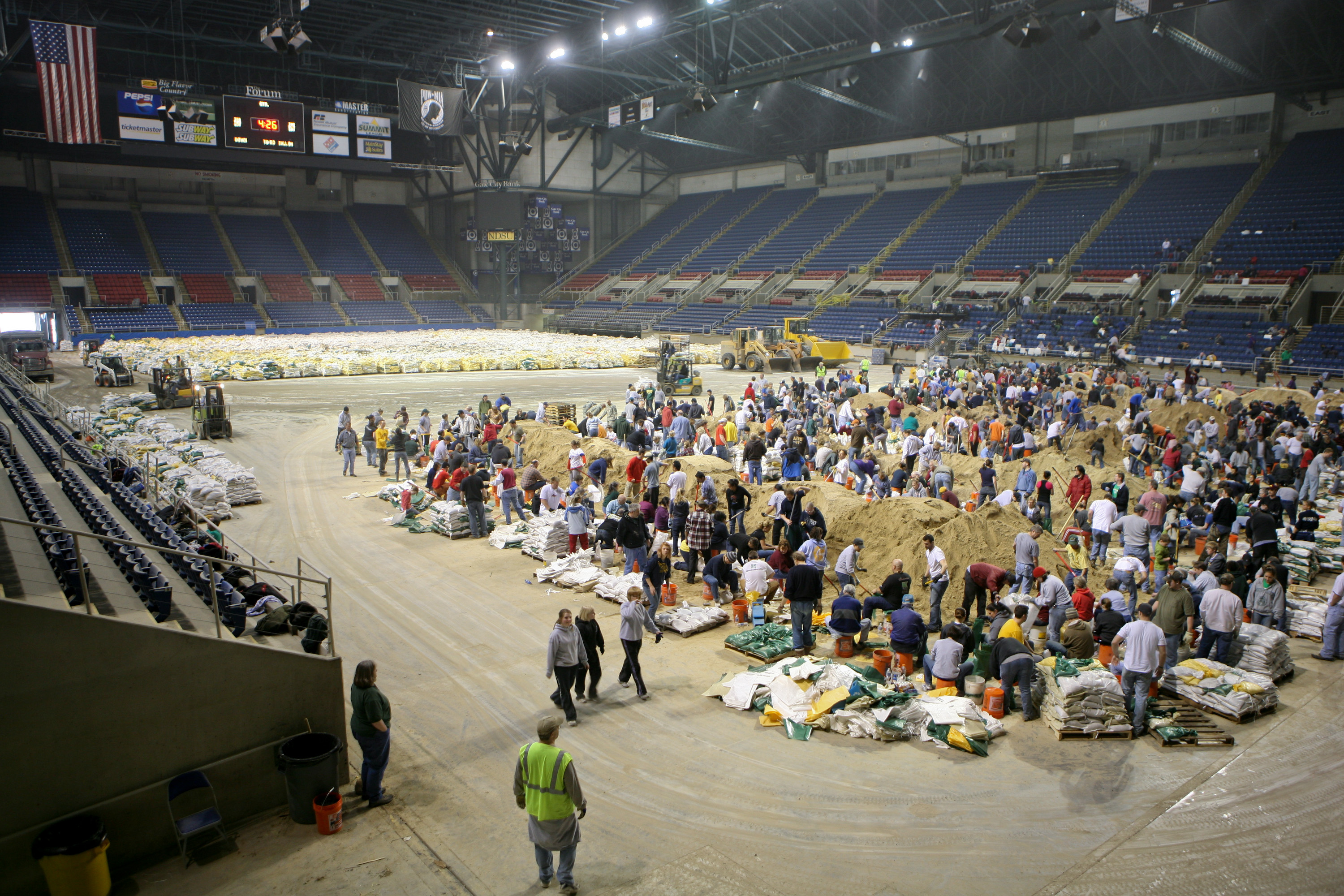
Anwohner und Freiwillige bei der Arbeit
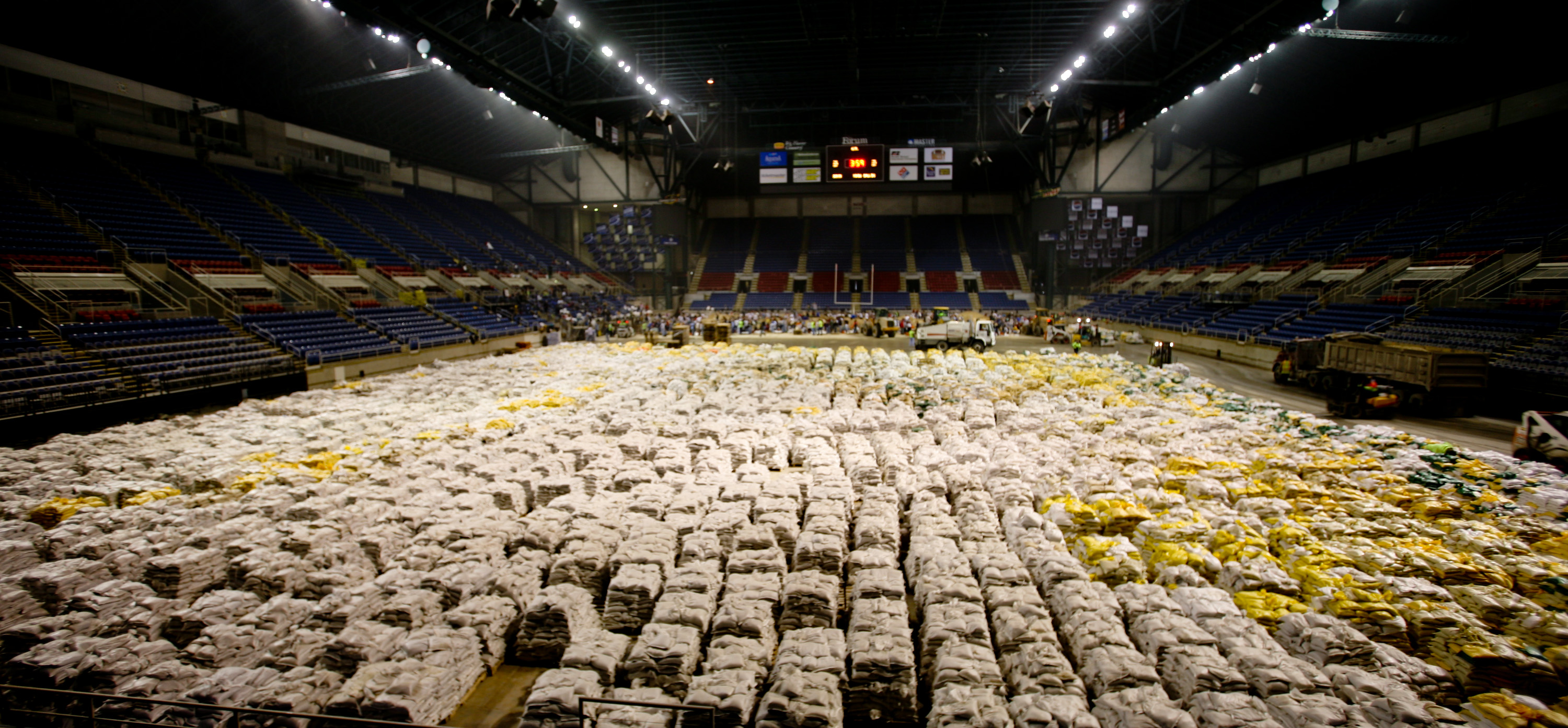
Am 29. März 2009 wurden über 300.000 Sandsäcke gefüllt.

## Konzerte (Auswahl)
Folgende Künstler und Bands traten im Fargodome auf.
- 1992: Oak Ridge Boys
- 1993: Iron Butterfly, Foghat, Cheap Trick, Brian May, Guns N’ Roses, Bryan Adams, Travis Tritt, Reba McEntire, Poison, FireHouse, Damn Yankees, Jackyl, Ugly Kid Joe, Def Leppard, Stephanie Davis, Garth Brooks
- 1994: The Moody Blues, Barry Manilow, Reba McEntire, Meat Loaf, Fury in the Slaughterhouse, Billy Joel
- 1995: Tim McGraw, Little Texas, Blackhawk, Eagles, Reba McEntire, Boston, Amy Grant, White Zombie, Toadies, Supersuckers
- 1996: Oak Ridge Boys, Jars of Clay, Ozzy Osbourne, Deftones, Rod Stewart, No Doubt, Goo Goo Dolls, Bush, Reba McEntire, Billy Dean, Linda Davis, Neil Diamond, Styx, Kansas, They Might Be Giants, Hootie and the Blowfish
- 1997: Metallica, Corrosion of Conformity, George Strait, Powerman 5000, Outhouse, Kiss, Barry Manilow, The Moody Blues, ZZ Top, Los Lobos, Lili Haydn, Fleetwood Mac, Elton John, Reba McEntire, Prince, Graham Central Station, The Artist
- 1998: Yanni, Jimmy Page & Robert Plant, Garth Brooks, Seven Mary Three, Aerosmith, Shania Twain
- 1999: The Rolling Stones, Rob Zombie, Videodrone, Korn, John Mellencamp, ZZ Top, Lynyrd Skynyrd, Bruce Springsteen
- 2000: Staind, Mindless Self Indulgence, Korn, Skid Row, Ted Nugent, Kiss, Korn, Tim McGraw, Brad Paisley, Alan Jackson, Tina Turner, Joe Cocker
- 2001: AC/DC, Static-X, Slayer, Skrape, Pantera, Morbid Angel, Eric Clapton, Doyle Bramhall, Train, matchbox Twenty, Neil Diamond
- 2002: Styx, REO Speedwagon, Alan Jackson, Pete Yorn, Weezer, AM Radio, Eagles, Reel Big Fish, New Found Glory, The Mighty Mighty Bosstones, Good Charlotte, Bad Religion, Creed, Jerry Cantrell, 12 Stones, Bruce Springsteen, Incubus, Mix Master Mike, Guns N’ Roses, CKY, Mannheim Steamroller, Ray Charles
- 2003: Elton John & Billy Joel, Pearl Jam, Idlewild, James Taylor, Kenny Rogers
- 2004: Shania Twain, Cher, Metallica, Godsmack, Van Halen
- 2005: Kenny Chesney, John Mellencamp, Donovan
- 2006: George Strait, Journey, Def Leppard
- 2007: Eric Clapton, Blue Man Group, Kenny Chesney, Seether, Breaking Benjamin, Rob Zombie, Ozzy Osbourne
- 2008: Daughtry, Bon Jovi, Kanye West, Rihanna, N.E.R.D, Lupe Fiasco, Lupe Fiasco, Shinedown, Saving Abel, Buckcherry, Avenged Sevenfold
- 2009: The Answer, AC/DC, Eagles, Elton John & Billy Joel, Miranda Lambert, Lady Antebellum, Kenny Chesney, Green Day, The Bravery
- 2010: Bon Jovi, John Mayer, Sick Puppies, Shinedown, Nickelback, Breaking Benjamin, Carrie Underwood, Stone Sour, Halestorm, Disturbed, Avenged Sevenfold, Lee Ann Womack, George Strait, Reba McEntire
- 2011: Royal Tailor, Montgomery Gentry
- 2012: Chris Young, Jerrod Niemann, Miranda Lambert, Seether, Nickelback, My Darkest Days, Bush, Carrie Underwood
- 2013: Bob Seger and the Silver Bullet Band, Kid Rock, Three Days Grace, Shinedown, P.O.D., Chicago, Jeff Dunham, Blue Öyster Cult, Taylor Swift, Ed Sheeran
- 2014: Pink, Kacey Musgraves, Kip Moore, Lady Antebellum, Justin Timberlake, Cole Swindell, Luke Bryan, Lee Brice, Hot Chelle Rae, Colt Ford, Love and Theft, Quiet Riot, Paul McCartney, Katy Perry, Kacey Musgraves, Ferras, Cassadee Pope, Randy Houser, Dierks Bentley, The Raskins, Mötley Crüe, Alice Cooper
- 2015: 38 Special, The Rembrandts, Gin Blossoms, Fastball, Phil Vassar, L.A. Guns, Jackyl, Jack Russell’s Great White, Shania Twain, Gavin DeGraw, Taylor Swift, Vance Joy
- 2016: AC/DC, Tyler Bryant & The Shakedown, Garth Brooks & Trisha Yearwood, Karyn Rochelle, James Taylor, Keri Hilson, Blind Melon, Smash Mouth, Moxie Raia, Post Malone, Justin Bieber, Blake Shelton